# Бияшев, Кадыр Бияшевич
Кадыр Бияшевич Бияшев (18 июня 1939 г.род Уилский район, Актюбинская область) — советский и казахский учёный. доктор ветеринарных наук (1992), профессор (1994).

## Биография
Родился 18 июня 1939 года в Уилском районе, Актюбинская область.
В 1967 году окончил Алма-Атинский зооветеринарный институт, позже аспирантуру при кафедре микробиологии и вирусологии АЗВИ.

## Трудовой деятельности
- Вся трудовая жизнь неразрывно связана с Алма-Атинским зооветеринарным институтом (с 1962 г.) и Казахским национальным аграрным университетом (с 1996 г.).
- Свою трудовую деятельность начал в 1971 году с должности старшего научного сотрудника и дошёл до должности профессора кафедры «Микробиологии и вирусологии».
- Имея опыт доцента, профессора, заведующего подготовительного отделения АЗВИ (1974—1982 гг.), заведующего кафедрой организации ветеринарного дела и патанатомии (1994—2002 гг.) и заведующего кафедрой микробиологии и инфекционных болезней (2002—2009 гг.) занимается исследованиями в области ветеринарии, в частности биотехнологии и генной инженерии, направленных на создание экологически чистых высокоэффективных вакцин и сывороток.

## Основные научные направления
Разработал метод аттенуации микроорганизмов, обеспечивающий создание генетически охарактеризованных потенциальных вакцинных штаммов бактерий. Разработаны и внедрены технологии изготовления, методы контроля и нормативно-техническая документация на более чем 20 биологических препаратов, крайне необходимых для защиты здоровья животных от особо опасных инфекционных болезней (лептоспироз, пастереллез, сальмонеллез, колибактериоз, диплококковой септицемии молодняка и др.), наносящих не только большой ущерб животноводству, но и имеющих социальное значение, в силу восприимчивости к ним человека.
Ряд препаратов были выставлены на ВДНХ СССР и награждены Почетными грамотами, а также представлены на выставке-конференции «Казахстан-95» в г. Сан-Диего (США).

## Научные, литературные труды
Автор учебников «Организация ветеринарного дела» (на казахском и русском языках, первое издание-1996 г., второе издание-2003 г.), «Ветеринарная микробиология» (1999, 2008 на казахском языке) «Микробиология және иммунология» (2006, 2008 на казахском языке), «Фермерское дело» (2004) «Ветеринариялық санитариялық микробиология» (на казахском языке, 2007,2008) «Ветеринарная микробиология и иммунология» (2008, 2014 на русском языке) учебного пособия «Частно-предпринимательская ветеринарная деятельность» (2003 г.), «Практикум по ветеринарной вирусологии» (на казахском и русском языках, 2006 г.), «Основы биотехнологии» (на русском языке, 2012 г.), «Техническая микробиология» (на русском языке, 2014 г.).
Член Научно-технического совета Министерства сельского хозяйства Республики Казахстан и Международной академии ветеринарных наук России. Им подготовлено 18 докторов и 25 кандидатов наук. В течение многих лет являлся председателем диссертационного совета по присуждению ученой степени доктора ветеринарных наук при Казахском национальном аграрном университете. Среди подготовленных им специалистов есть представители Египта и Лаоса.
Под его руководством по заказу МОН РК, МСХ РК ведется бюджетная грантовая научная работа на сумму более 40 млн тенге.

## Учёное звание
- 1992 — доктор ветеринарных наук
- 1994 — профессор

## Награды
- 1979 — Награждён Почетной грамотой Министерства сельского хозяйства СССР
- 1985 — Знак «Отличник высшей школы СССР»
- 1999 — Указом Президента Республики Казахстана за плодотворную научно-педагогическую деятельность и большой вклад в подготовку специалистов агропромышленного комплекса был награждён орденом «Парасат».
- 2005 — Медаль «За заслуги в развитии науки Республики Казахстан»
- В 2008 году был награждён грантом Министерства образования и науки РК «Лучший преподаватель Вуза»
- 2008 — Медаль «За заслуги в развитии науки Республики Казахстан»
- 2009 — звания «Почётный работник образования Республики Казахстан»